# ظربان مرقط جنوبي
الظربان المرقط الجنوبي (الاسم العلمي: Spilogale angustifrons) هو نوع، في جنس ظربان مرقط، وذلك في 1902.